# شلمون

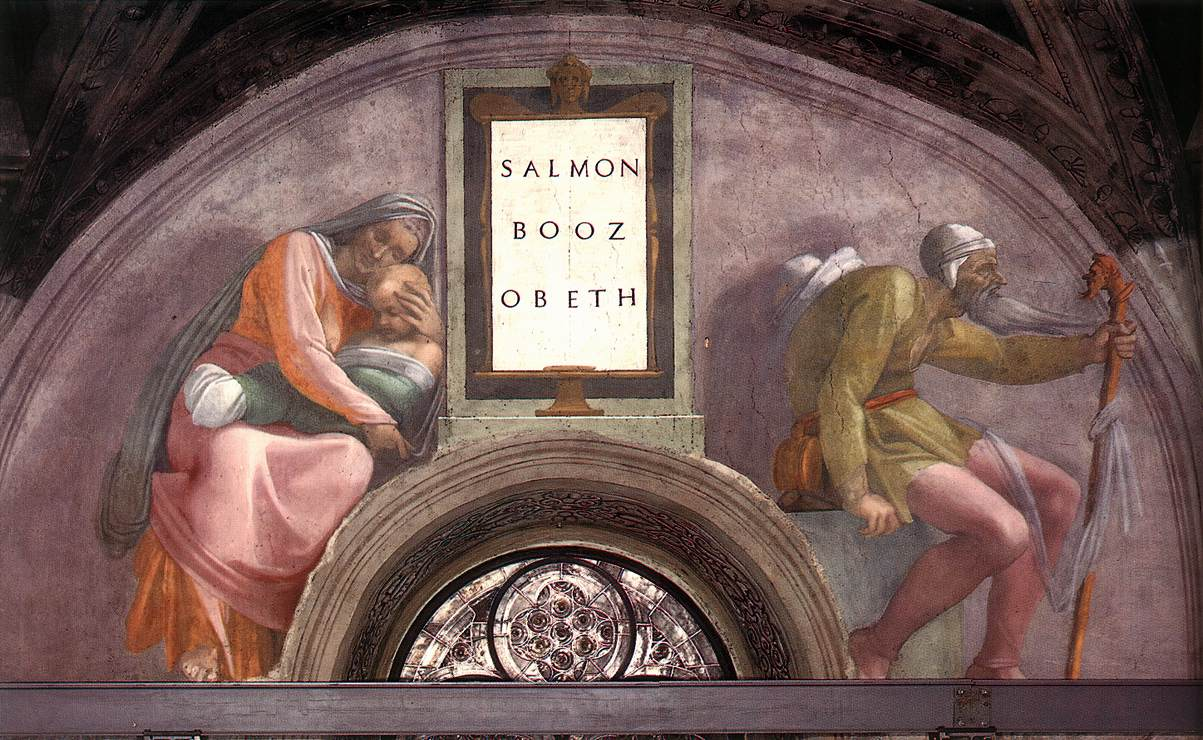
شلمون

شلمون (عبری:סלמון یا שאלמון به معنی «بیوگی») از شخصیت‌های تنخ یهودی و عهد عتیق در انجیل است که نامش در کتاب اول تواریخ و نیز در کتاب روت ذکر شده‌است. شلمون پسر نحشون و نوادهٔ عمیناداب از سبط یهودا بود. او در هنگام خروج کم‌تر از بیست‌سال داشت؛ و نخستین شخص از پسران عمیناداب بود که از رود اردن گذشت. شلمون پدر بوعز، پدربزرگ عوبید و جد اعلای یسی و داوود بود ، نام شلمون در نسب‌نامه عیسی آمده‌است.